# Herishef

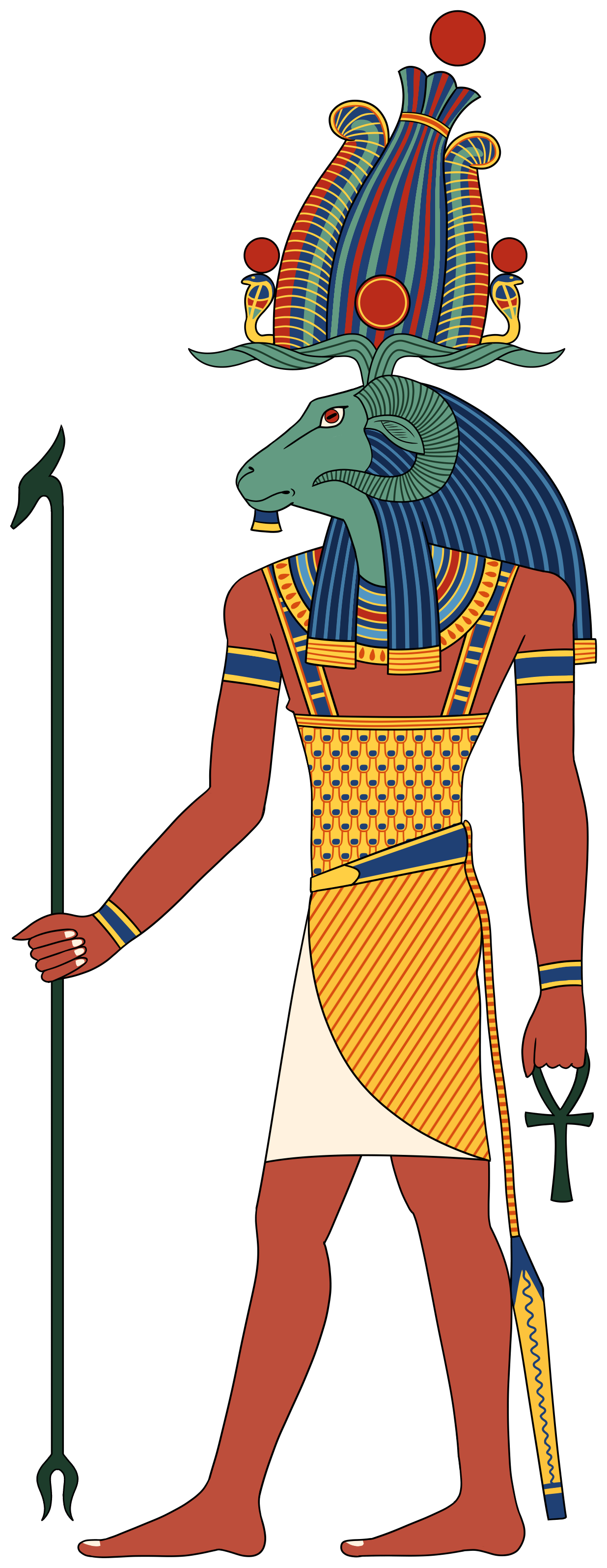
Herishef.

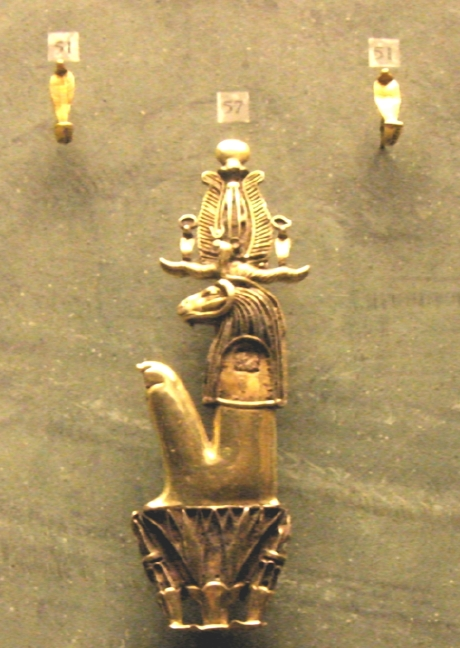
Herishef. Louvre.

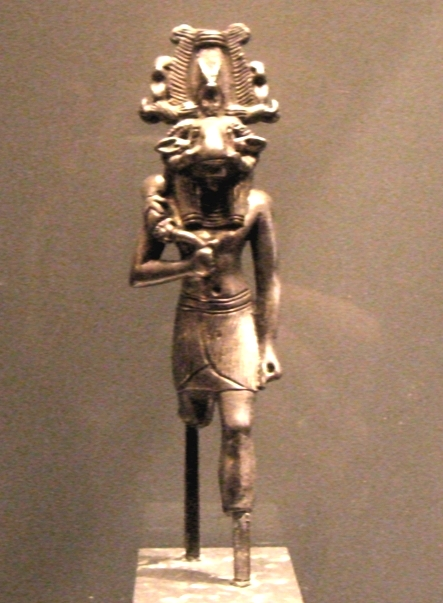
Herishef. Louvre.

Herishef es un dios de la fertilidad y la justicia. También es dios solar en la mitología egipcia.
- Nombre egipcio: Herishef. Nombre griego: Harsafes. Héroe griego: Heracles.

## Iconografía
Se le representa como un hombre con cabeza de carnero, usualmente en postura faraónica y dominante que lleva un shenti real y una corona atef (llevada por Osiris), decorada con símbolos solares como ureos y discos solares.

## Mitología
Es un dios creador que surge de las aguas primigenias emergiendo de la flor de loto y favorece la crecida del Nilo. Es proveedor del sustento.
Se le describe también como rey del Alto y Bajo Egipto y soberano de ambas orillas en Heracleópolis Magna, afirmando así su poder sobre los cuatro puntos cardinales de Egipto.

## Epítetos
Su nombre significa 'El que está en su lago' y tuvo el título de 'El del falo potente' o 'El señor del temor'.

## Sincretismo
Fue identificado con Osiris, Ra, Jnum y Shu.
Se le asimilaba con Heracles en la mitología griega. Esta identificación podría explicarse por el hecho de que su nombre en épocas posteriores se tradujo a veces como Ḥry-šf.t, 'El que tiene gran fuerza'.

## Culto
Su culto se centró en la antigua Heracleópolis Magna, siendo de gran importancia durante el primer periodo intermedio de Egipto; todos los días le hacían sacrificios de bueyes.
| Hr · r | S · f | i | i | F7 | \| \| | Hr · Z1 | S · Z1 · N21 | f |
|        |       |   |   |    |       |         |              |   |

|  |

| Hr · r | S · f | i | i | F7 | \| \| | Hr · Z1 | S · Z1 · N21 | f |
|        |       |   |   |    |       |         |              |   |

|  |